# Mamerto Landaburu

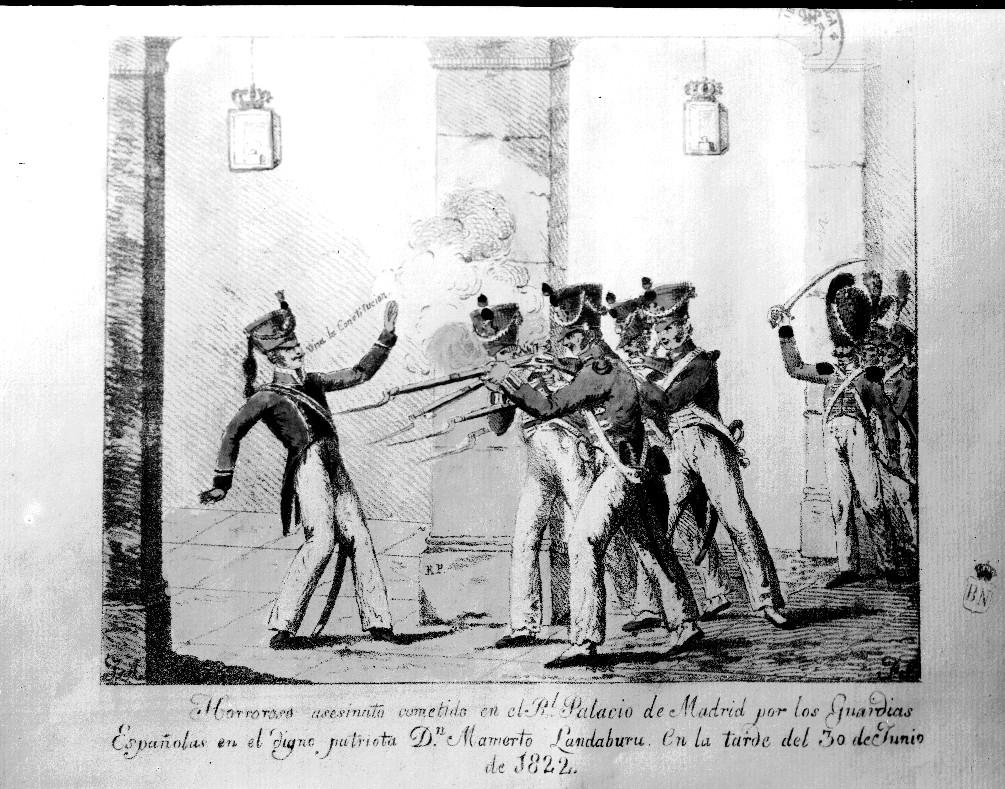
Horroroso asesinato cometido en el Rl. Palacio de Madrid por los Guardias Españoles en el digno patriota Dn Mamerto Landaburu. En la tarde del 30 de junio de 1822. Grabado anónimo. Biblioteca Nacional de España.

Mamerto Landaburu y Uribe de Salazar o Landáburu (Madrid, 1791-1822) fue un militar español de tendencia liberal, teniente 1.º en el Regimiento de Infantería de la Guardia Real, asesinado por sus compañeros de armas el 30 de junio de 1822 en el Palacio Real de Madrid.
En su honor un grupo surgido de la sociedad secreta de los Comuneros o Hijos de Padilla constituyó el 25 de octubre de 1822 la Sociedad Patriótica Landaburiana, presidida por Juan Romero Alpuente, y se compuso una canción para guitarra con aire de marcha, La voz de Landaburu, cuya última estrofa decía:

Milicianos Patriotas valientes / Defended, defended la Nación / A las armas volad; y en el ayre / tremolad de Padilla el pendón / Fácil será para el libre / subyugar del servil la facción / Al servil le conduce la infamia / A los libres ynspira el honor

## Biografía
De familia noble originaria de Vizcaya ingresó en el ejército en 1806 como cadete en el regimiento de infantería de Zaragoza. En 1808 pasó a la real guardia de infantería con destino en Madrid donde se hallaba al estallar la Guerra de la Independencia. Fugado de Madrid se incorporó al ejército del Centro, viéndose obligado con él a retirarse hasta Cádiz tras una sucesión de derrotas. En agosto de 1811 se embarcó en la expedición a Valencia dirigida por Joaquín Blake y, tras la capitulación de la ciudad, en enero de 1812, fue hecho prisionero y conducido a Francia donde permaneció hasta el final de la guerra. Concluida la contienda se reintegró a su destino en la guardia real, alcanzando por antigüedad el grado de primer teniente o teniente coronel.
El 30 de junio de 1822, al acudir el rey Fernando VII a la solemne sesión de clausura de la Cortes, corrían rumores por Madrid de que, descontenta la guardia real con la decisión de las Cortes de reducir su número a dos compañías de alabarderos, dos regimientos de infantería de línea y uno de caballería, podía estar preparando una insurrección alentada por el propio monarca para poner fin al sistema constitucional implantado tras el pronunciamiento de Riego.
El desarrollo de la sesión fue tenso; acogido con frialdad, el rey afirmó en la cámara su propósito de ejercer «el lleno de mi autoridad constitucional». A la salida, el público que esperaba el paso del cortejo camino de palacio prorrumpió en vivas a Riego y al rey constitucional respondidos por los soldados de la guardia con vivas al monarca absoluto. Los gritos derivaron en enfrentamientos con los tambores de la guardia en los que resultaron heridos el hijo del diputado Manuel Flores Calderón y un teniente llamado Casasola. Con el rey ya en palacio la guardia comenzó a tomar posiciones. Desalojó a un retén de la Milicia Nacional y a los paisanos que ocupaban la Plaza de Oriente, animados desde los balcones de palacio a avanzar en un clima de creciente insurrección. El teniente Landaburu, conocido por sus ideas liberales, intentó someter a la tropa insubordinada que daba vivas al absolutismo y le respondieron con insultos. Tratando de restablecer la disciplina militar enarboló su sable e hirió a uno de los amotinados. Otros compañeros intentaron apartarle del peligro, viendo que nada podían hacer por contener a la tropa, introduciéndole en palacio hasta donde les siguieron tres granaderos que lo hirieron mortalmente por la espalda, reintegrándose luego a sus puestos sin ser molestados.
El 1 de julio, en abierta rebelión y abandonados por buena parte de sus oficiales, cuatro batallones de la guardia salieron de Madrid para tomar posiciones en el Pardo, quedando otros dos en palacio con pretexto de proteger al rey al tiempo que retenían al Gobierno. Aunque el ministro de la Guerra logró la firma del rey en el decreto por el que se concedía a la viuda de Landaburu el sueldo íntegro y a sus hijos la educación a cargo del Estado, a la vez que se abría la causa contra sus asesinos, lo cierto es que su muerte podría haber interferido en los preparativos de una conspiración absolutista de más amplio alcance en la que estarían implicados el rey y la guardia, precipitando su estallido en la frustrada sublevación del 7 de julio, pero únicamente la derrota de la guardia ante la Milicia Nacional puso fin a la inacción del Gobierno y de la Diputación permanente de las Cortes, que todavía el día cinco de ese mes contemporizaban para tratar de apaciguar a los sublevados.
Como instigador del crimen el periódico El Zurriago, portavoz del liberalismo exaltado, señaló a otro teniente de la Guardia Real, Teodoro Goiffieu, de origen francés, que, tras ser condenado a la pena de garrote y ejecutado el 17 de agosto de 1822, sería a su vez, tras la restauración del absolutismo, convertido en mártir de su causa por los realistas. Previamente habían sido también ejecutados como autores materiales del crimen dos soldados de la guardia llamados Gabarra y Agustín Ruiz Pérez.